# Tow boat ride
Een tow boat ride is een transportsysteem dat toegepast kan worden voor de attractietypen: dark water ride en rondvaart. Onder water liggen grote draaiende schijven die het voor de bootjes, die vastzitten aan een grote staalkabel, mogelijk maken om bochten te maken. Bij dit systeem zijn alle boten verbonden door kabels die onder het wateroppervlak liggen. Hierdoor worden de boten met een constante snelheid voortgetrokken, waardoor er geen filevorming kan ontstaan. Het station is dus meestal een draaischijf of parallel liggende lopende band die op constante snelheid langs de boten beweegt. Bezoekers stappen in de attractie op dit punt van de baan en verlaten de attractie ook weer vanaf dit punt.

## Voorbeelden van tow boat rides
| Naam                           | Park                            | Land                | Openingsjaar | Bouwer     |
| ------------------------------ | ------------------------------- | ------------------- | ------------ | ---------- |
| Africa Cruise                  | Nigloland                       | Frankrijk           | 1987         | MACK Rides |
| African Queen                  | ZOOM Erlebniswelt               | Duitsland           | 2006         | Intamin AG |
| Bootsfahrt                     | Zoo Hannover                    | Duitsland           | 2000         | Intamin AG |
| Du thuyền nhiệt đới            | en:Dragon Park Ha Long          | Vietnam             | 2017         | Intamin AG |
| Dschungel Fahrt                | Europa-Park                     | Duitsland           | 1978         | MACK Rides |
| Embarque                       | World of Discoveries            | Portugal            | 2014         | Reverchon  |
| Épidemaïs Croisière            | Parc Astérix                    | Frankrijk           | 1989         | Intamin AG |
| Excalibur                      | Drayton Manor                   | Verenigd Koninkrijk | 2003 - 2011  | Bear Rides |
| Fahrt des Odysseus             | Belantis Vergnügungspark        | Duitsland           | 2003         | Bear Rides |
| Fata Morgana                   | Efteling                        | Nederland           | 1986         | Intamin AG |
| Fatih’s Dream                  | Vialand                         | Turkije             | 2014         | Intamin AG |
| Floßfahrt                      | Heide-Park                      | Duitsland           | 1978         | MACK Rides |
| Gamanile River                 | Zoo Leipzig                     | Duitsland           | 2011         | Intamin AG |
| Gold River Adventure           | Walibi Belgium                  | België              | 1978         | Intamin AG |
| Gondoletta                     | Luisenpark                      | Duitsland           | 1975         | Intamin AG |
| Gondoletta                     | Efteling                        | Nederland           | 1981         | Intamin AG |
| Jungla                         | Parque de Atracciones de Madrid | Spanje              | 1977         |            |
| Jungle Mission                 | Bellewaerde                     | België              | 1978         | Intamin AG |
| Käpt'n Blaubärs Abenteuerfahrt | Ravensburger Spieleland         | Duitsland           | 1998         | MACK Rides |
| Kid’s Catamaran                | Leofoo Village Theme Park       | Taiwan              |              |            |
| Lac des chercheurs d'or        | Le PAL                          | Frankrijk           |              | MACK Rides |
| Lazy River Boat Trip           | Chester Zoo                     | Verenigd Koninkrijk | 2015         | Intamin AG |
| Le Pays des Contes de Fées     | Disneyland Park                 | Frankrijk           | 1994         | Intamin AG |
| Paysages d’Europe              | Futuroscope                     | Frankrijk           | 1992 - 1998  | Intamin AG |
| Piratbåde                      | Legoland Billund                | Denemarken          |              | MACK Rides |
| Radeaux                        | Didi'Land                       | Frankrijk           | 1982 - 2013  |            |
| Swan Boats                     | Alton Towers                    | Verenigd Koninkrijk | 1987 - 2003  | Intamin AG |
| Tam Tam Aventure               | Walibi Rhône-Alpes              | Frankrijk           | 1992         | Soquet     |
| Tam Tam Tour                   | Walibi Sud-Ouest                | Frankrijk           | 1992         |            |
| Tom Sawyer Raft Ride           | Pleasure Beach Blackpool        | Verenigd Koninkrijk | 1974 - 1993  | Intamin AG |
| Tow boat                       | Dream Park                      | Egypte              | 1998         | Intamin AG |
| Tow boats                      | Geroland                        | Egypte              | 1997         | ABC Rides  |
| Tunga                          | Gardaland                       | Italië              | 1975 - 2009  | Intamin AG |
| Urzeit Floßfahrt               | Freizeitpark Plohn              | Duitsland           | 1997         | MACK Rides |
| Venice Gondola                 | Genting Indoor Theme Park       | Maleisië            |              | Zamperla   |
| Waly boat                      | Walygator Parc                  | Frankrijk           | 1989         | MACK Rides |
| Zattere                        | Minitalia Leolandia Park        | Italië              | 1997         |            |

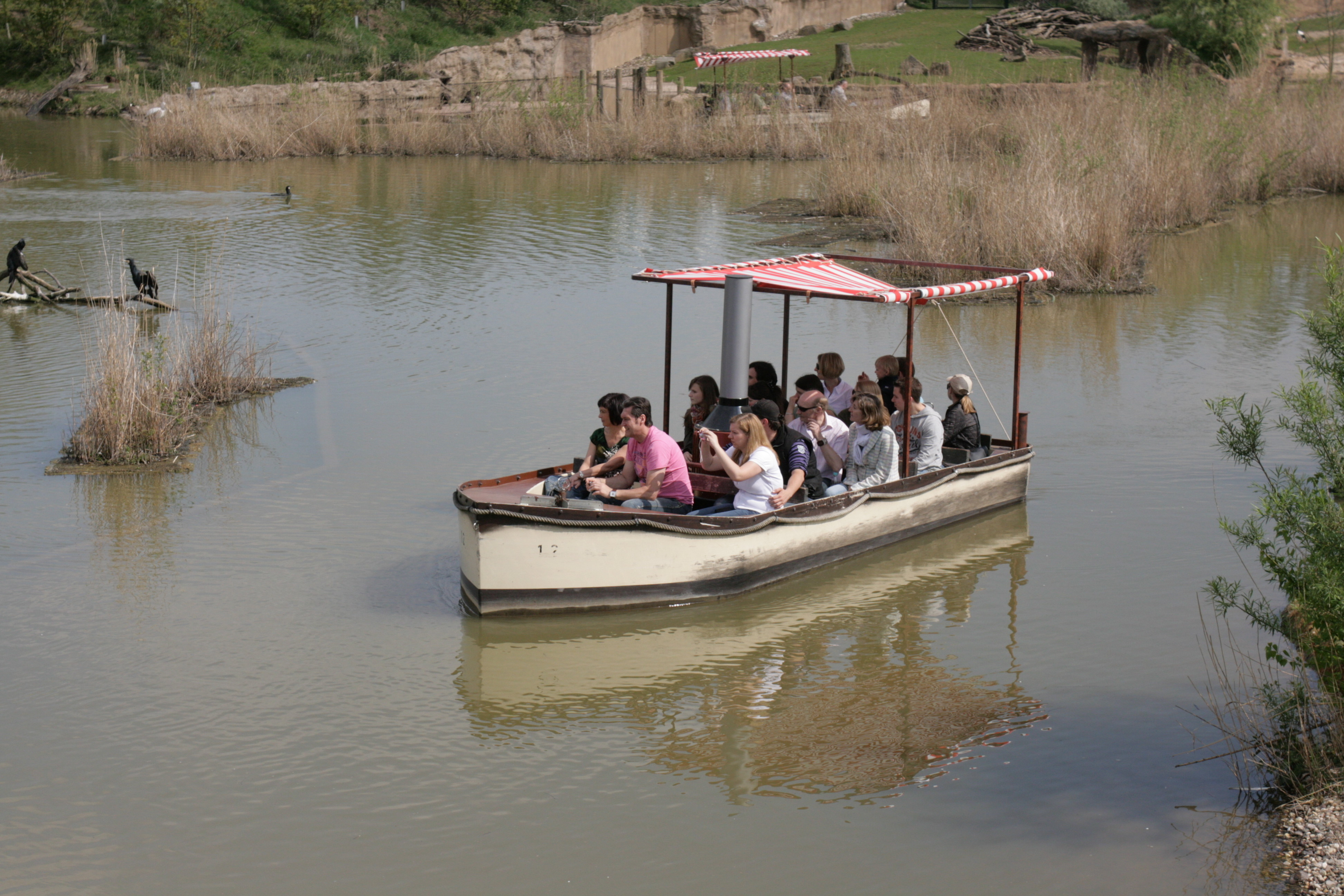
African Queen — ZOOM Erlebniswelt.
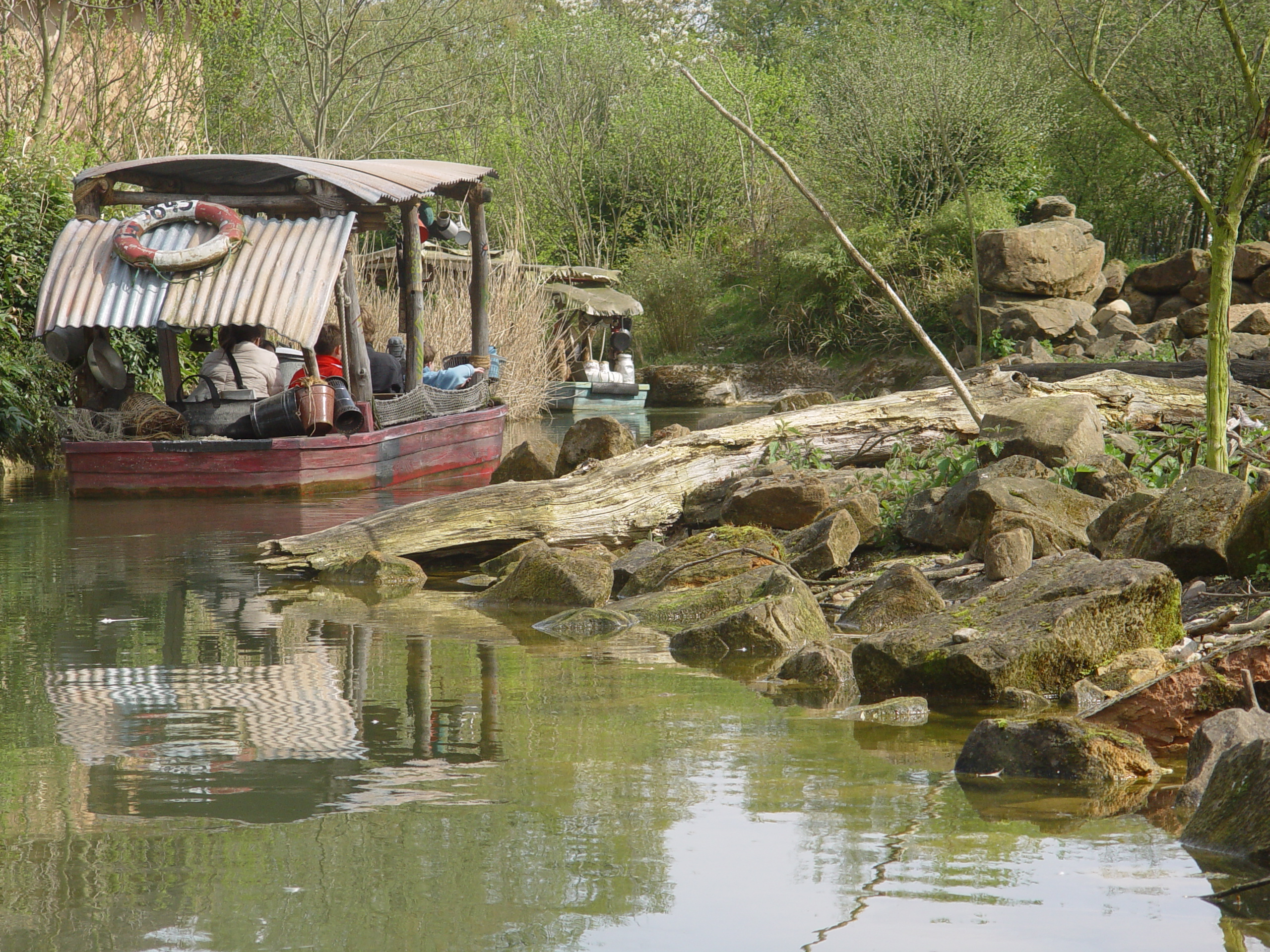
Bootsfahrt — Zoo Hannover.
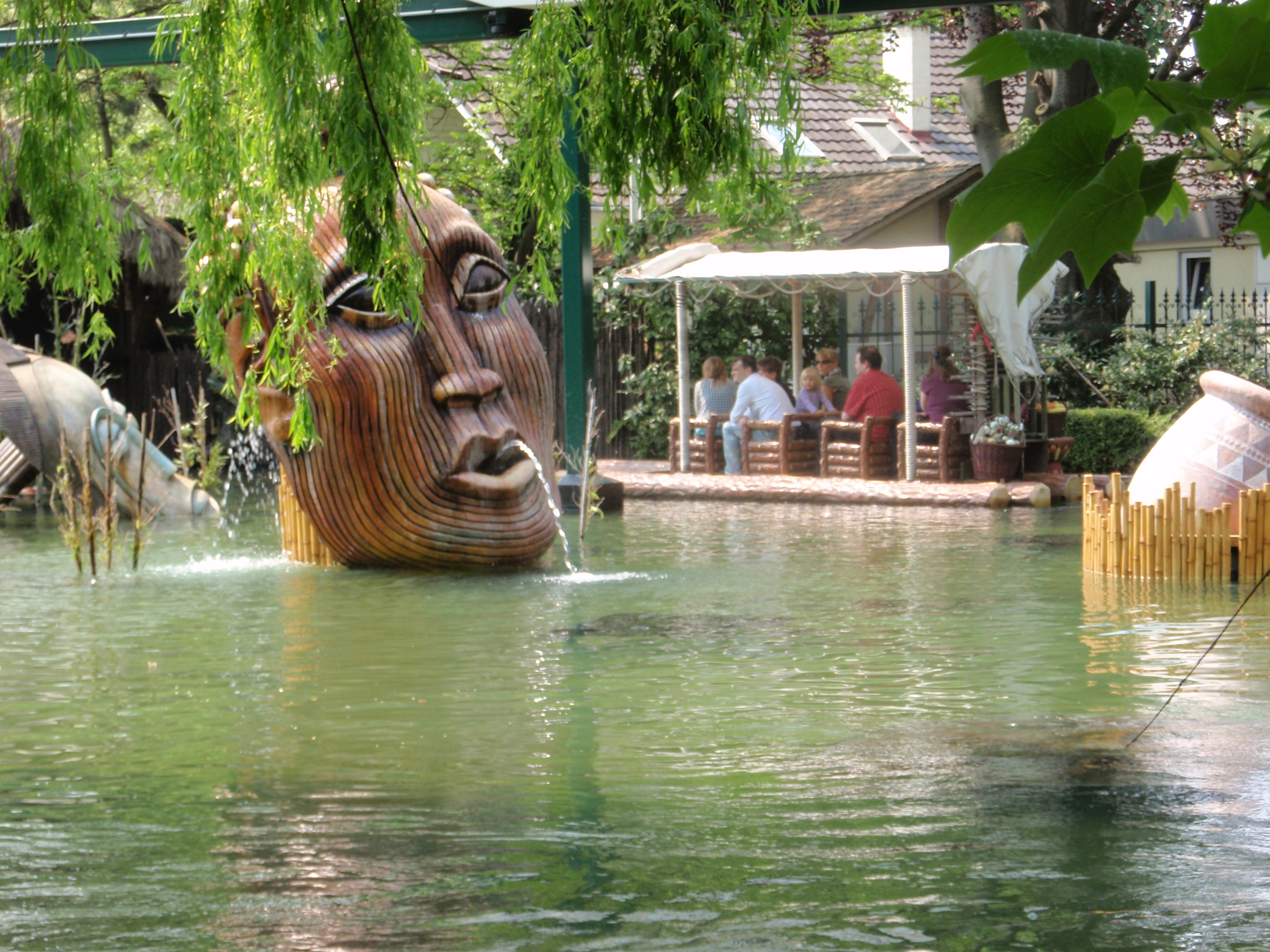
Dschungel Fahrt — Europa-Park.
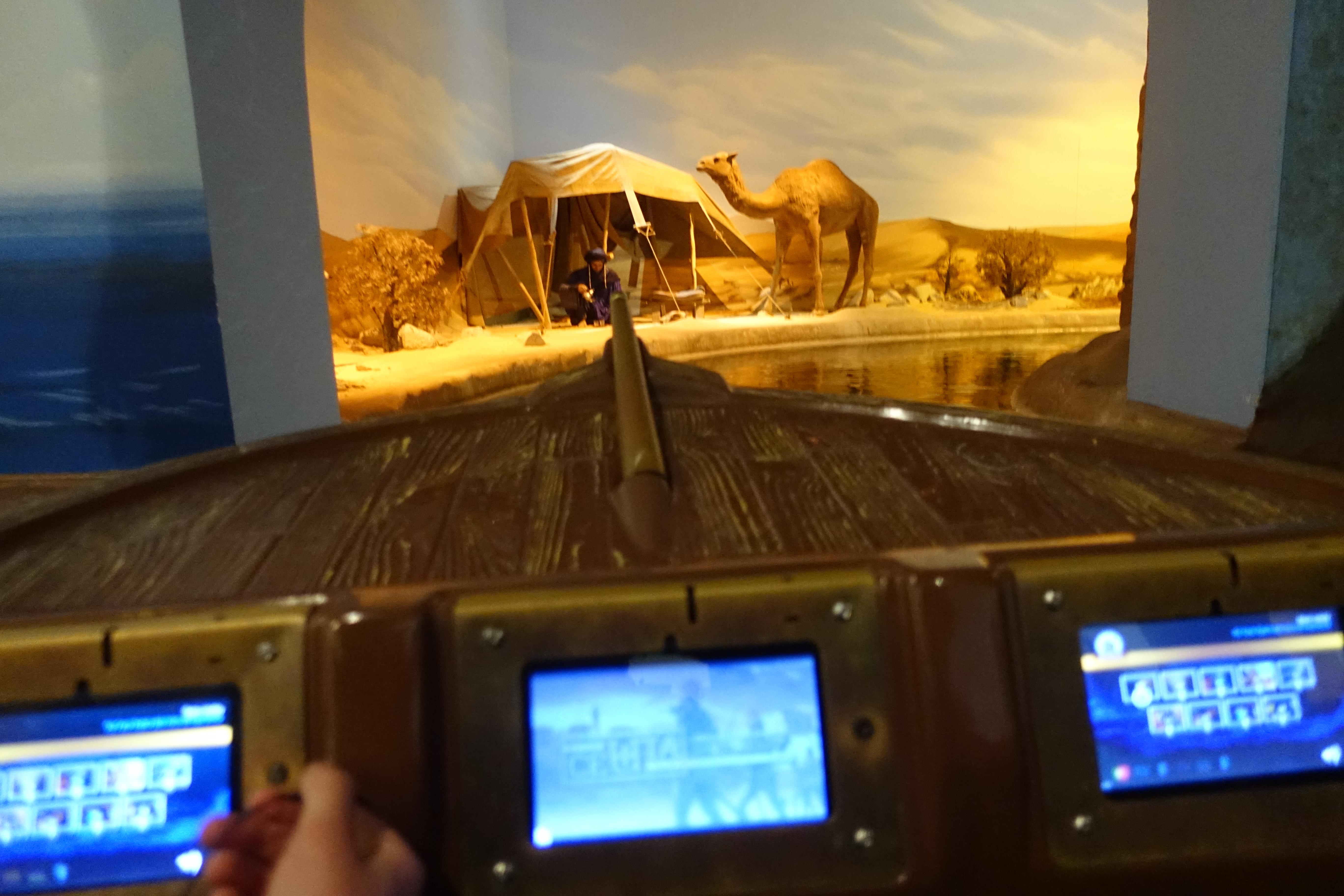
Embarque — World of Discoveries.
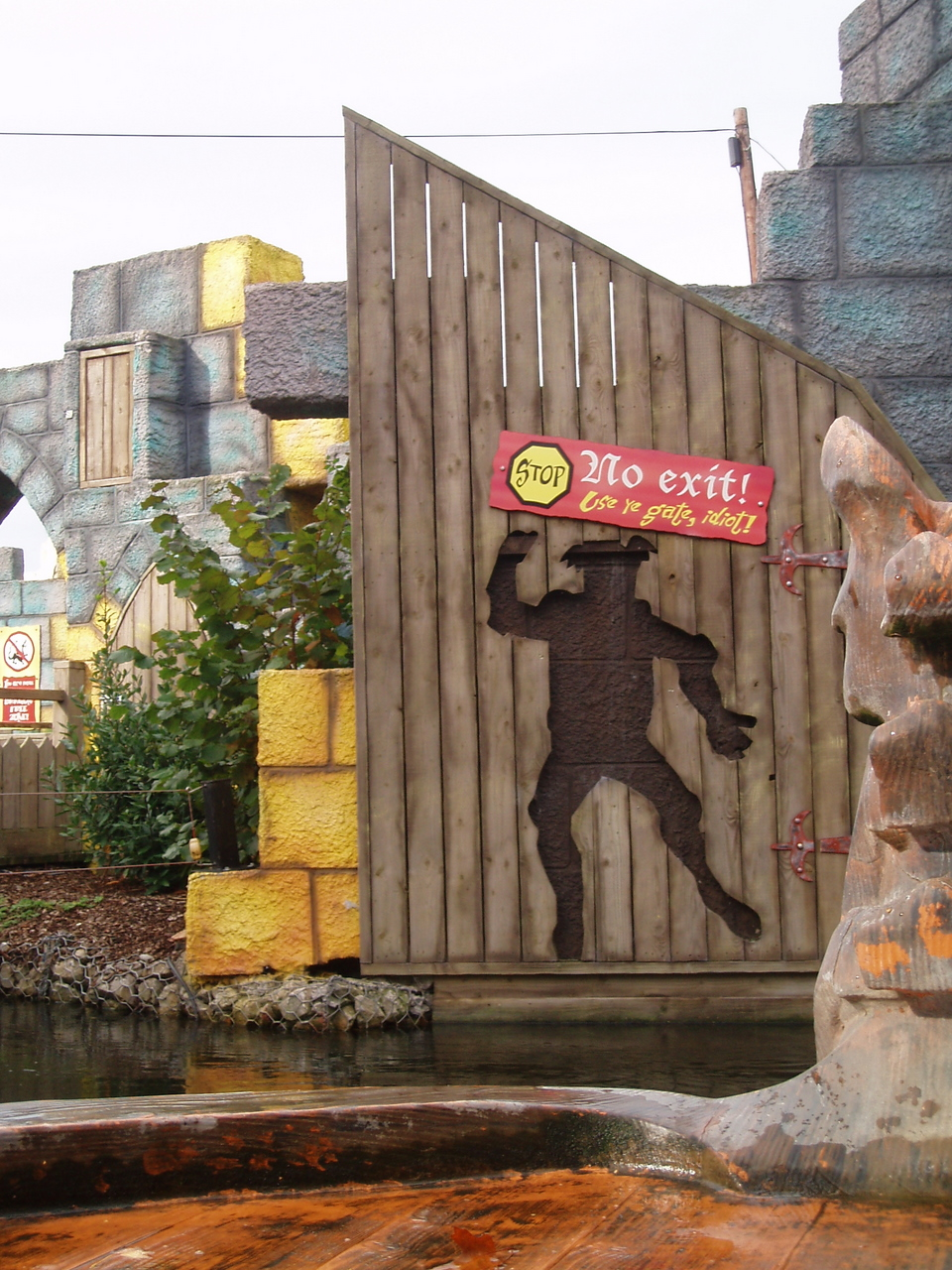
Excalibur — Drayton Manor.
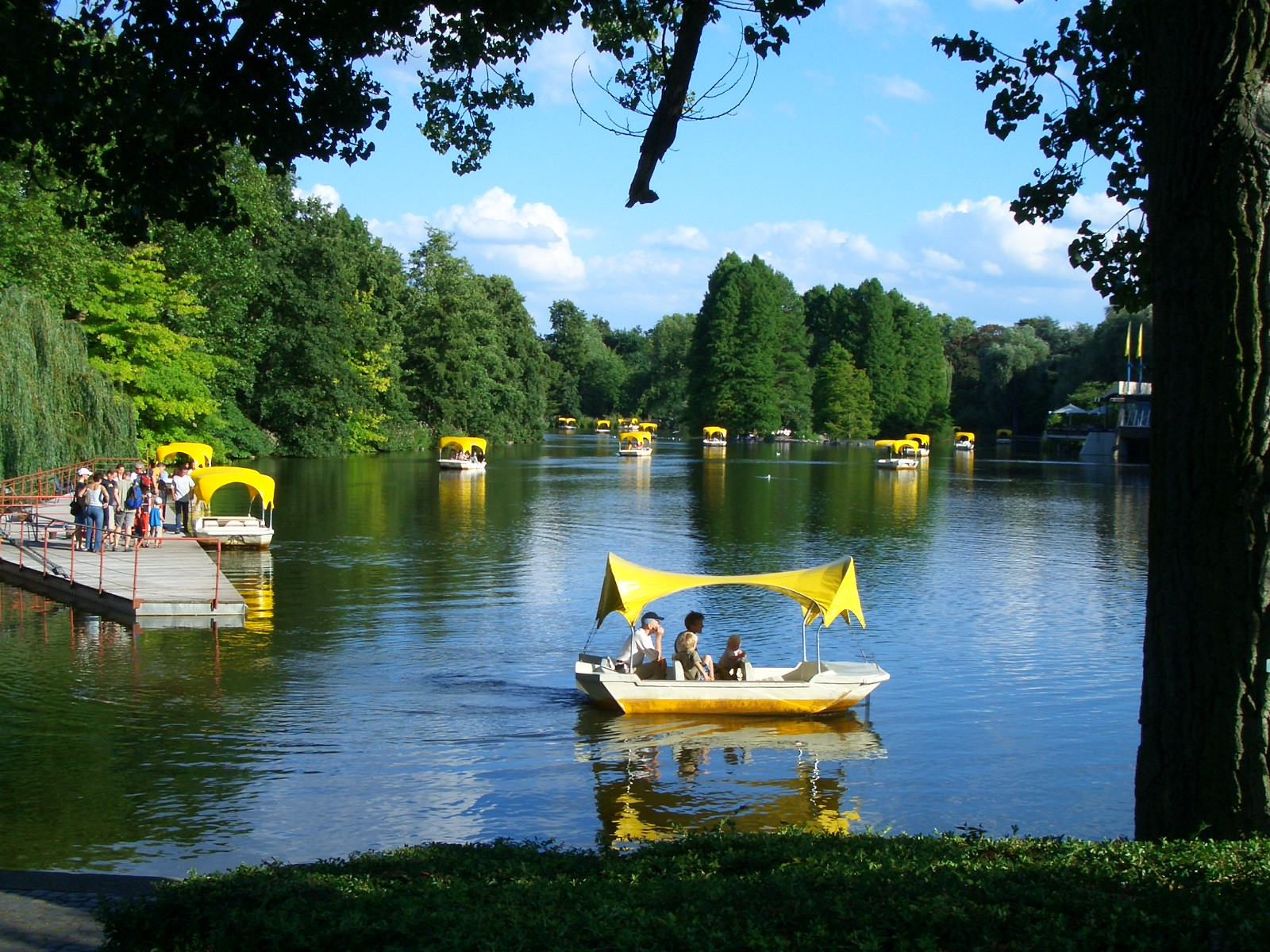
Gondoletta — Luisenpark.
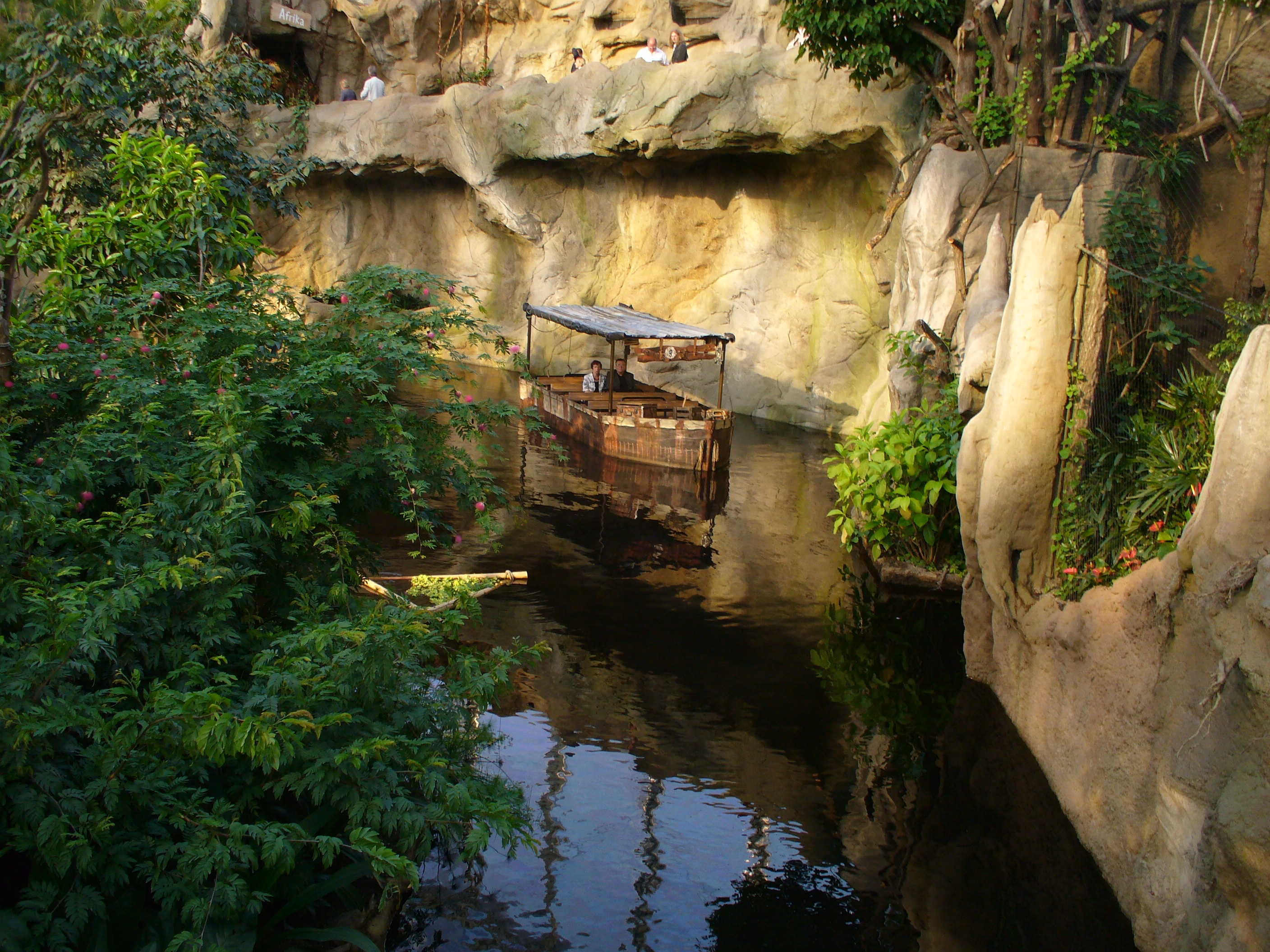
Gamanile River — Zoo Leipzig.
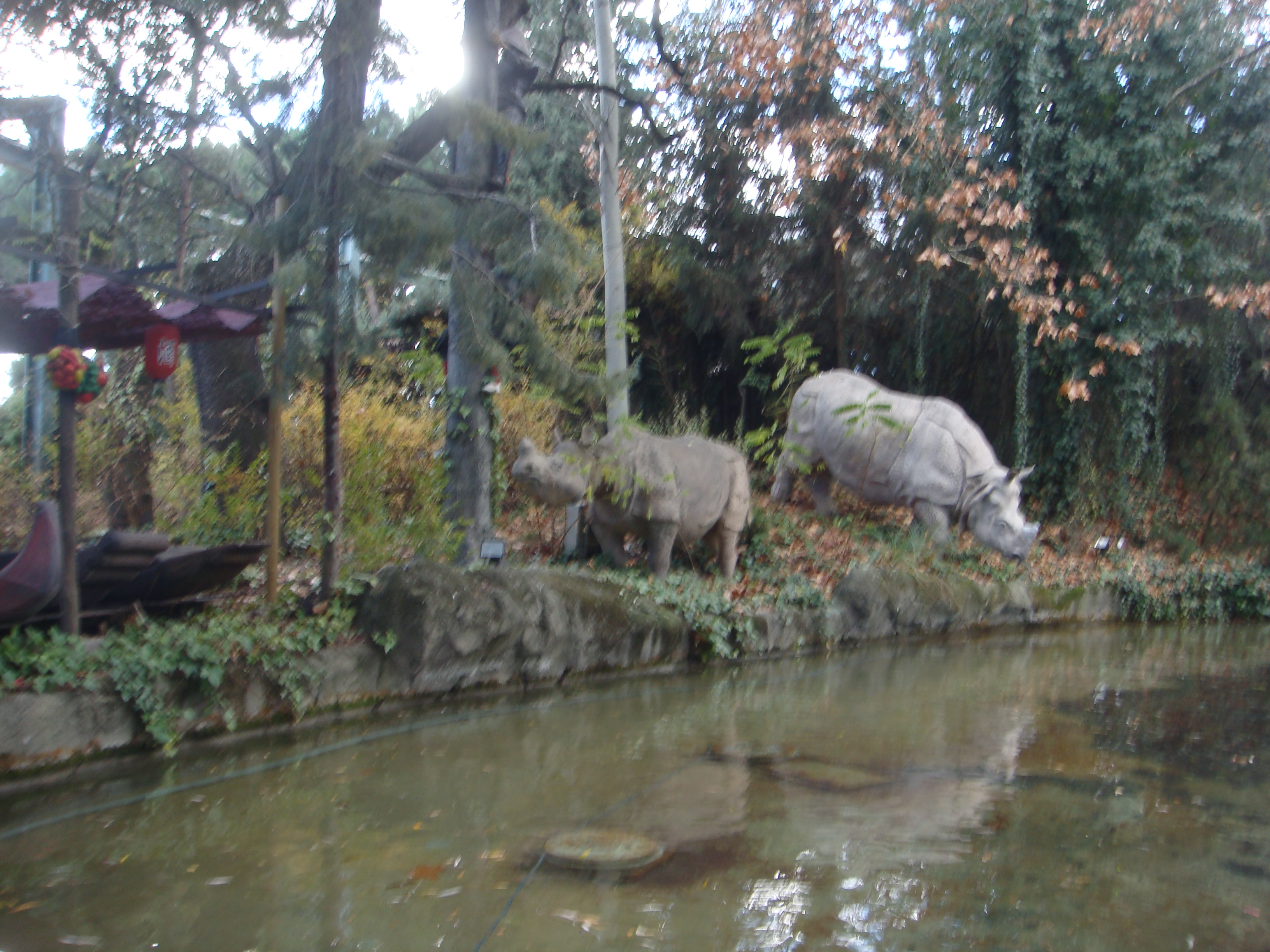
Jungla — Parque de Atracciones de Madrid.
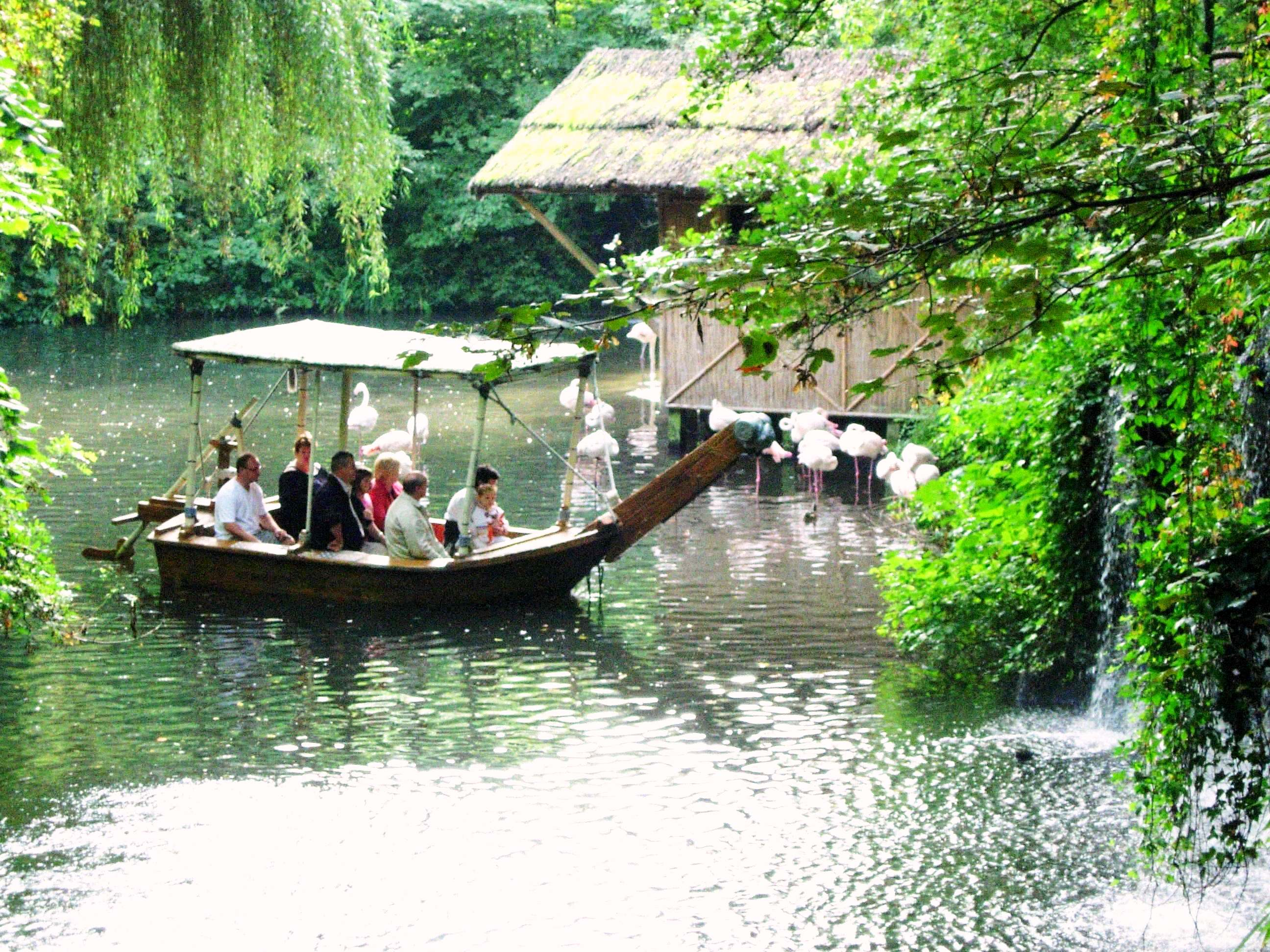
Jungle mission — Bellewaerde.
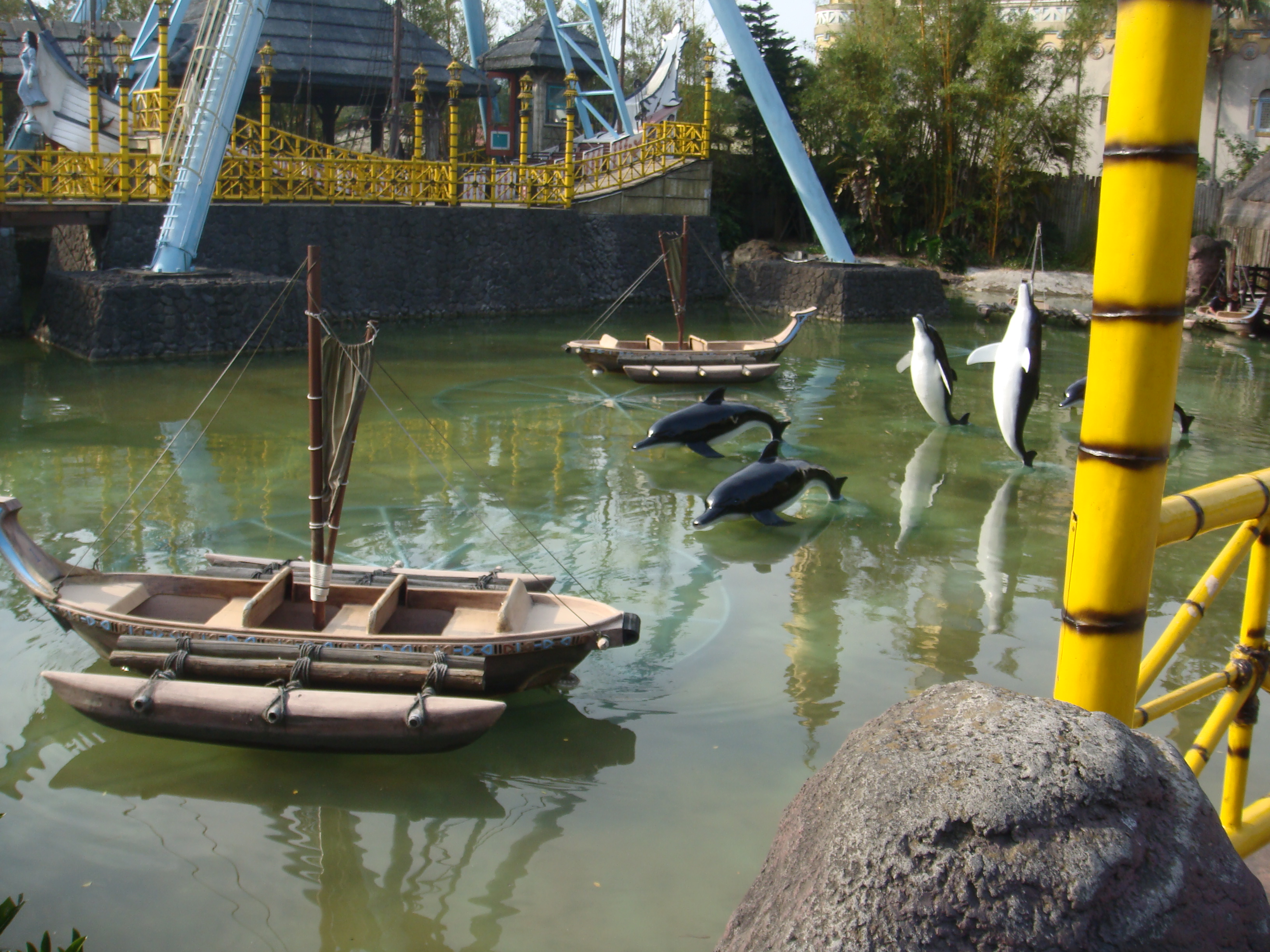
Kid’s Catamaran — Leofoo Village Theme Park.
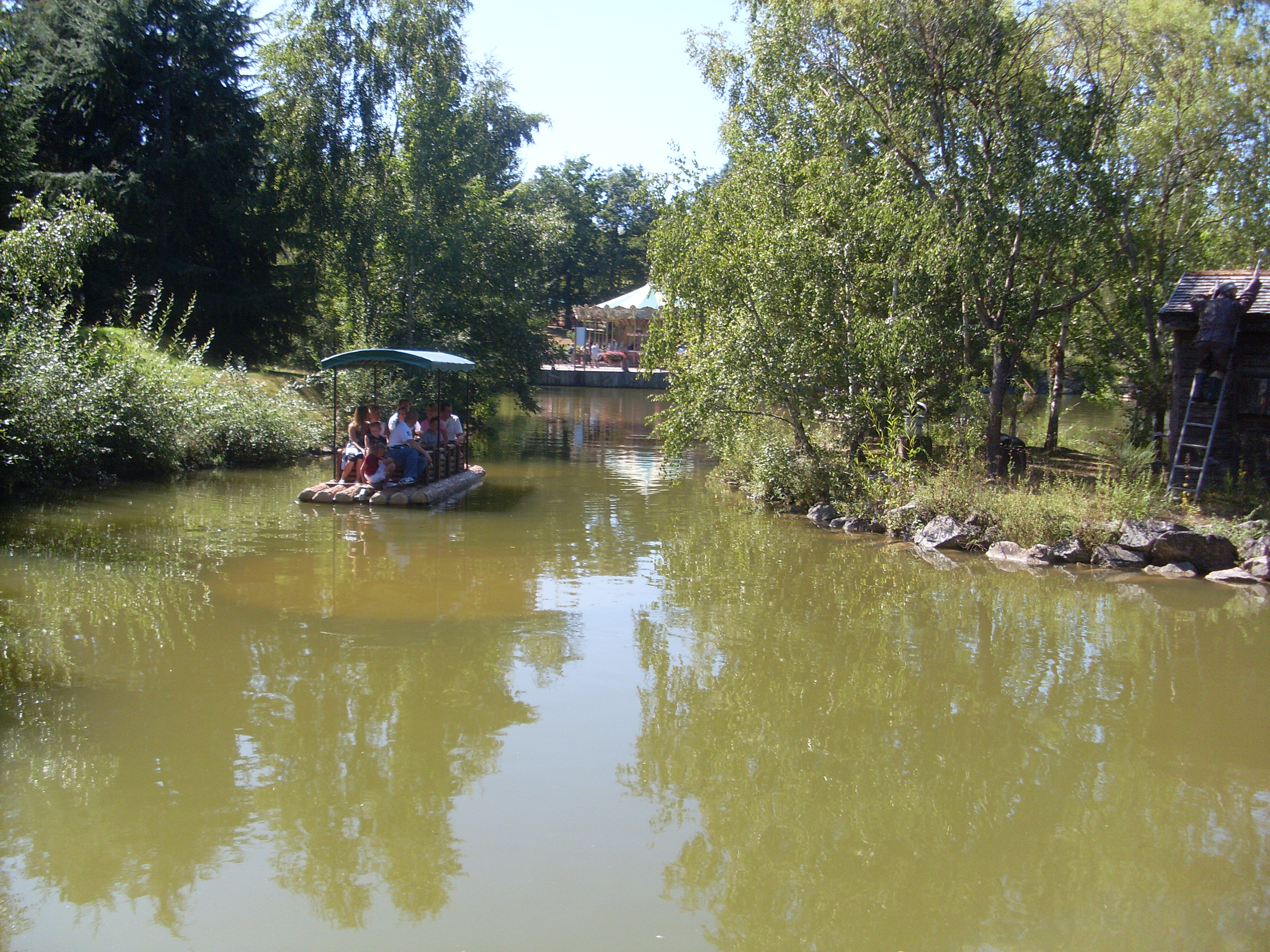
Lac des chercheurs d'or — Le PAL.
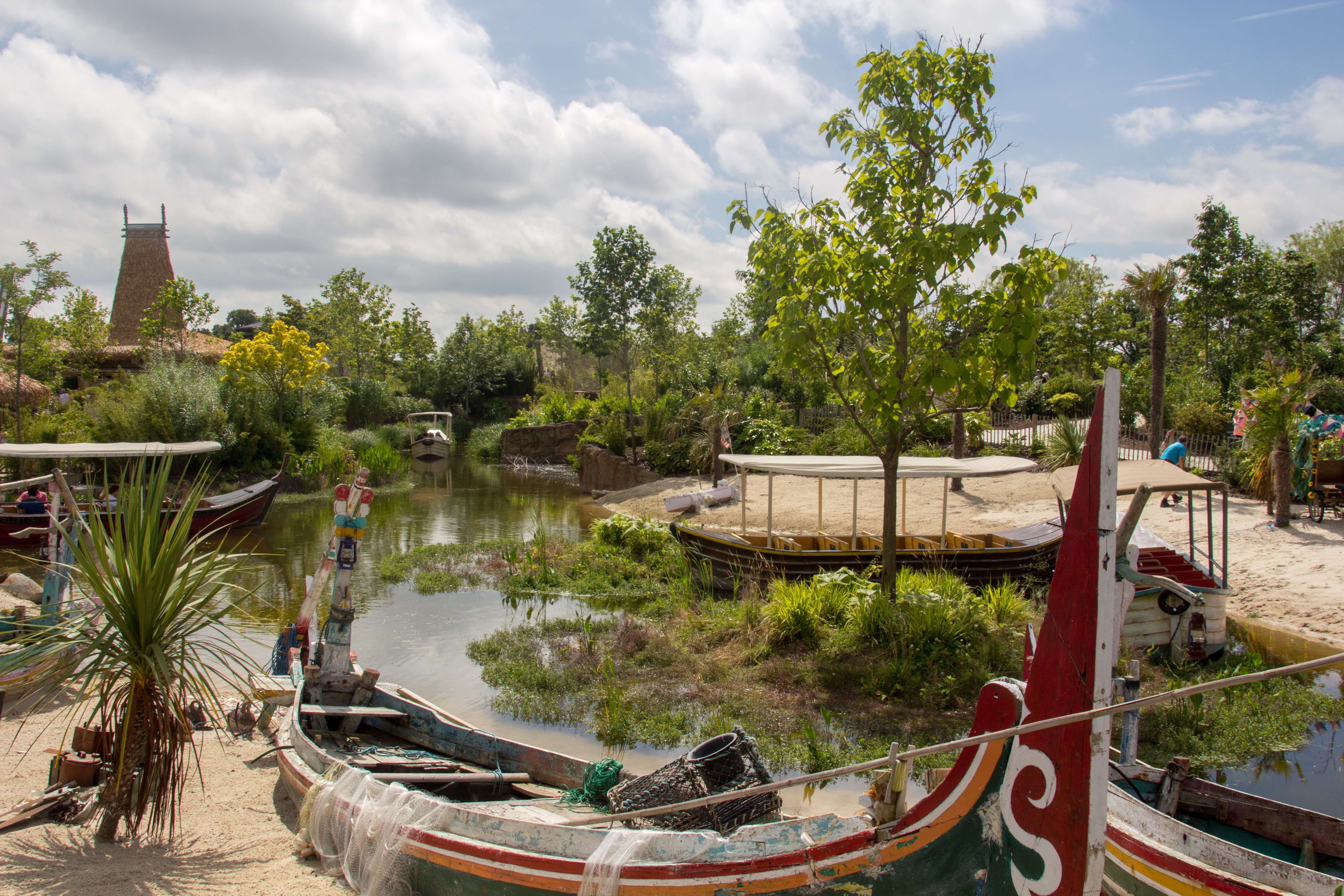
Lazy River Boat Trip — Chester Zoo.
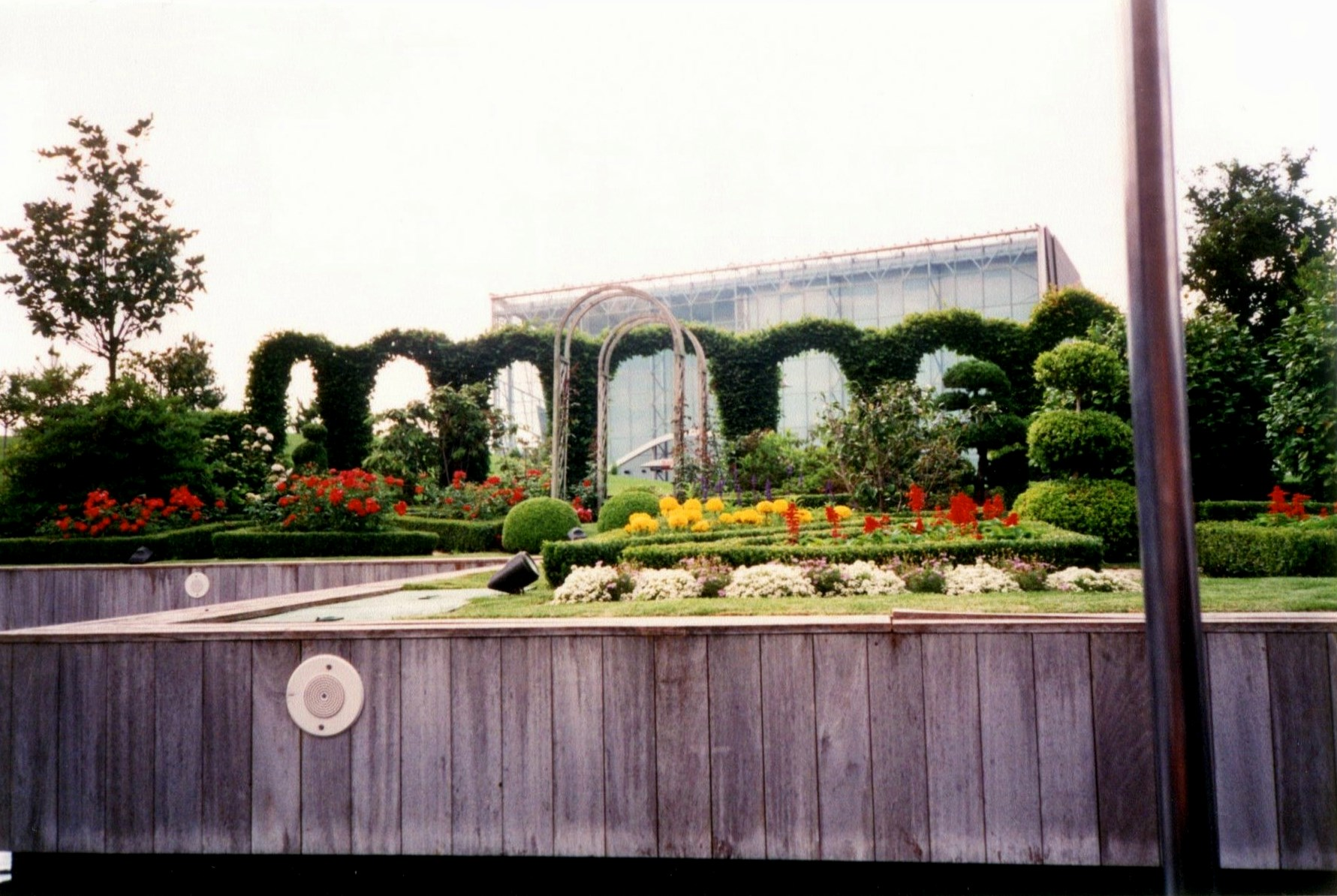
Paysages d'Europe — Futuroscope.
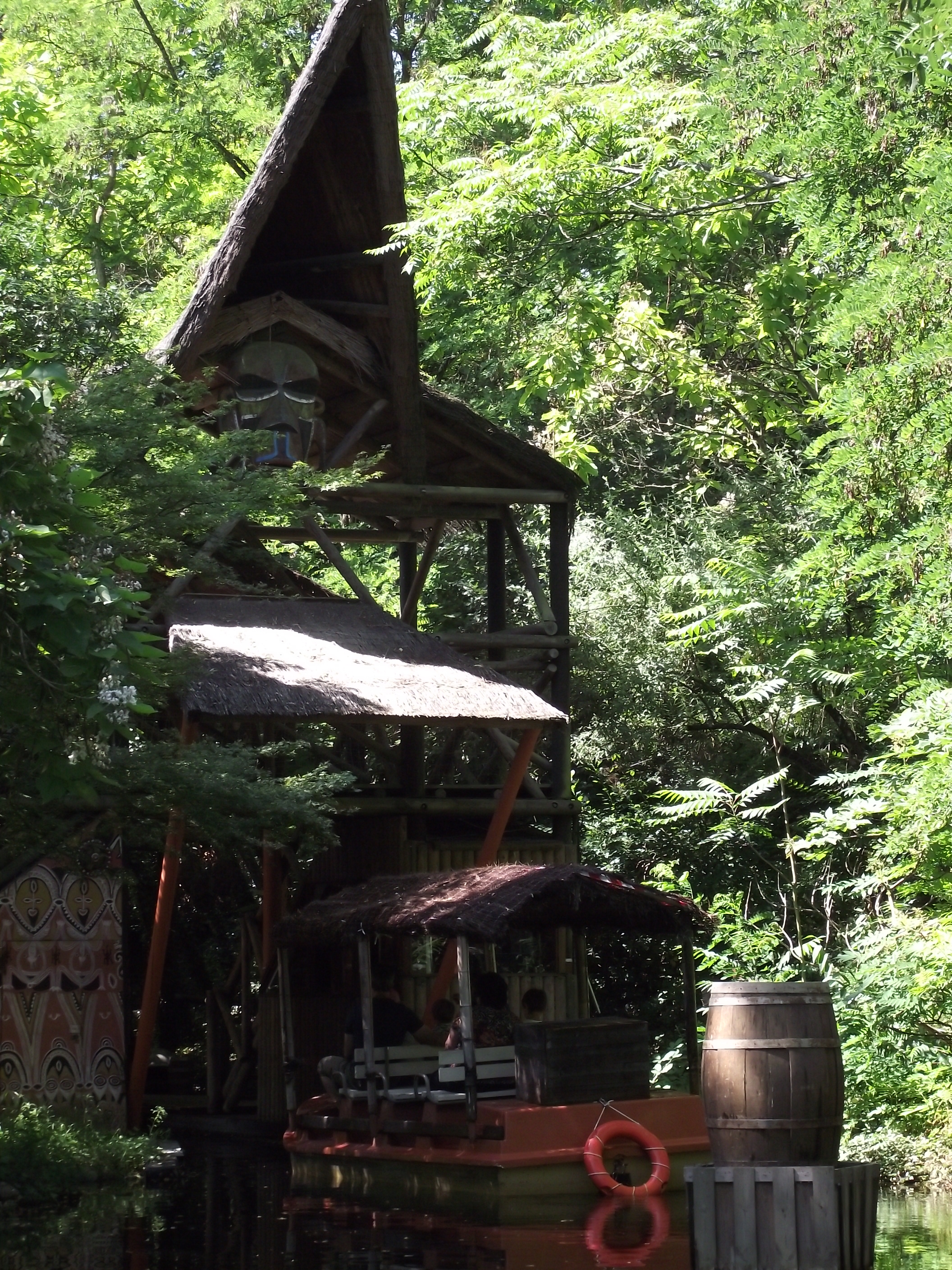
Tam Tam Tour — Walibi Sud-Ouest.
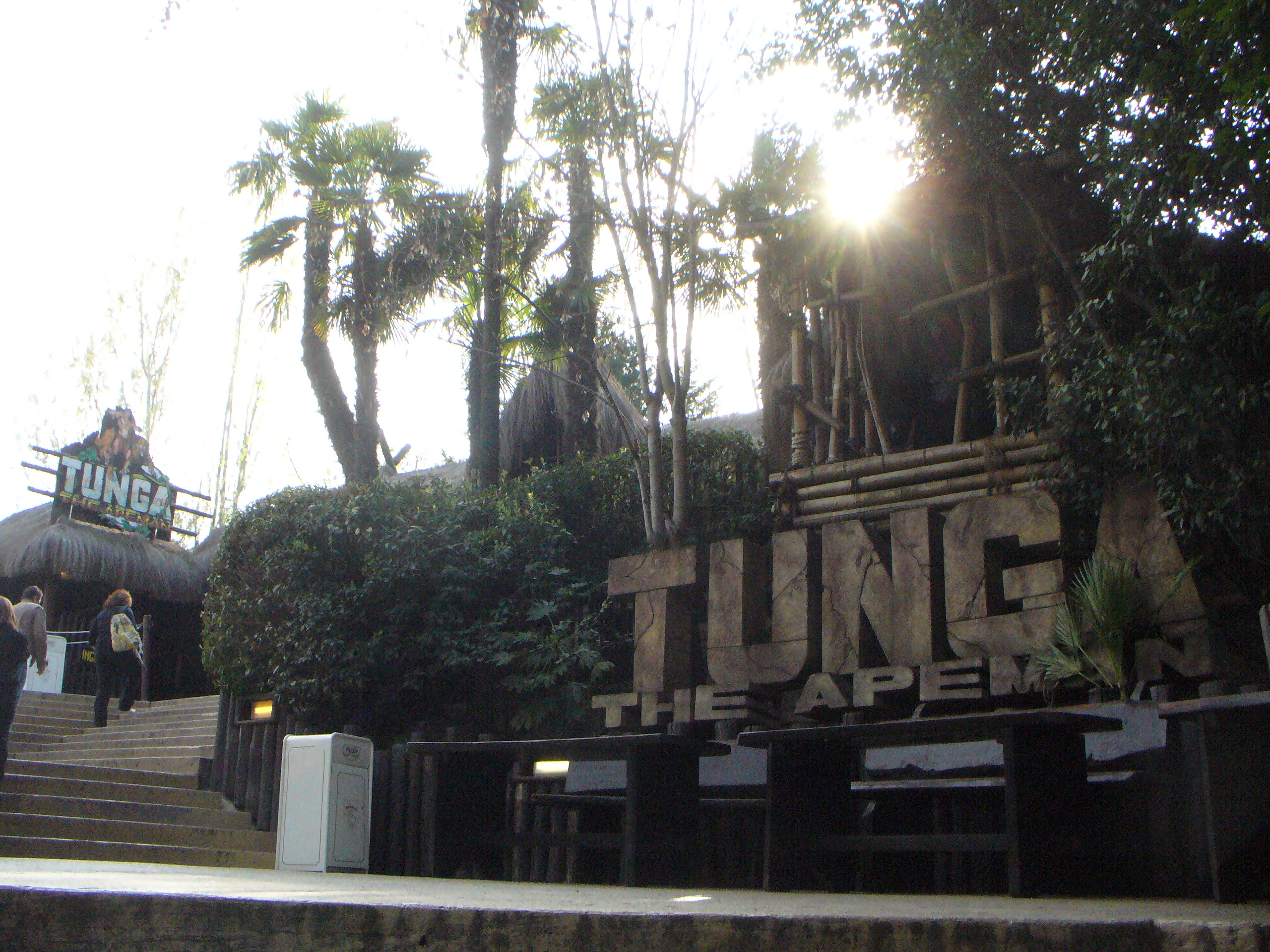
Tunga — Gardaland.
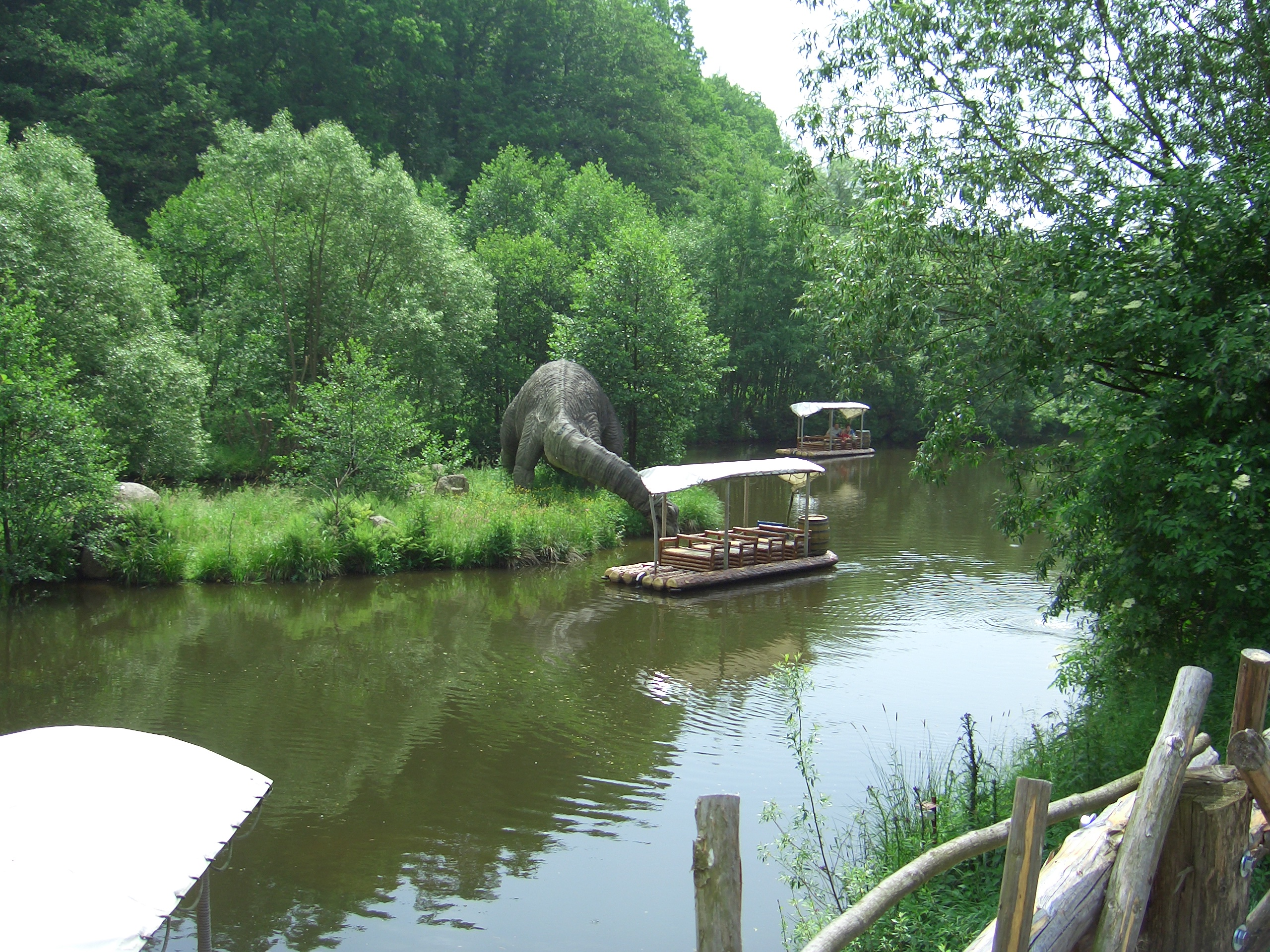
Urzeit Floßfahrt — Freizeitpark Plohn.
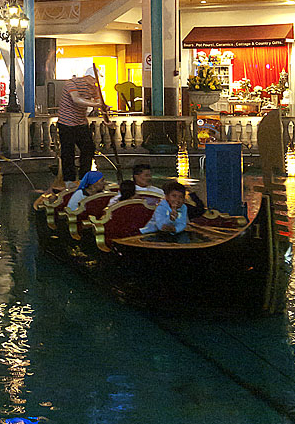
Venice Gondola — Genting Indoor Theme Park.
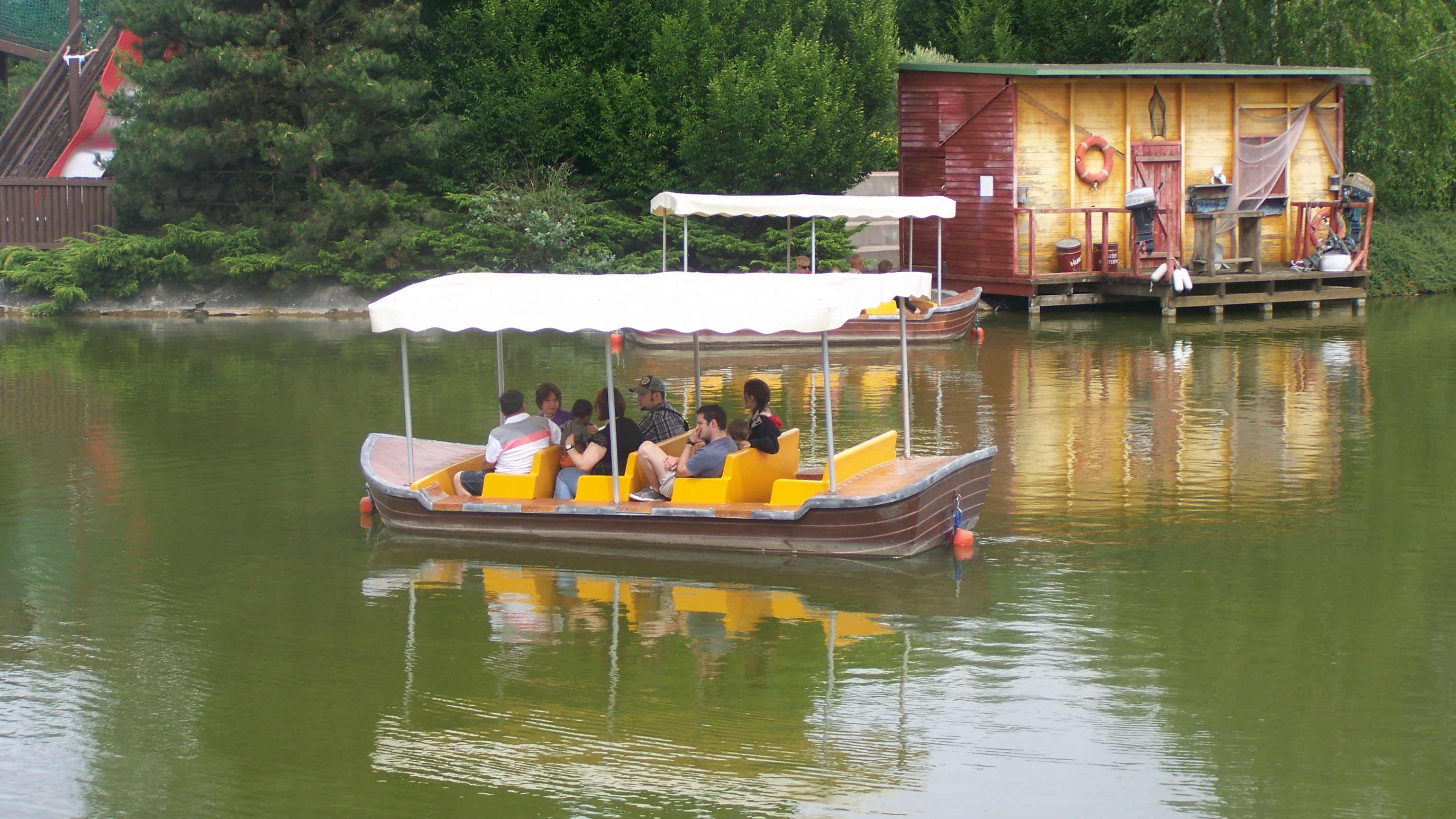
Waly boat — Walygator Parc.
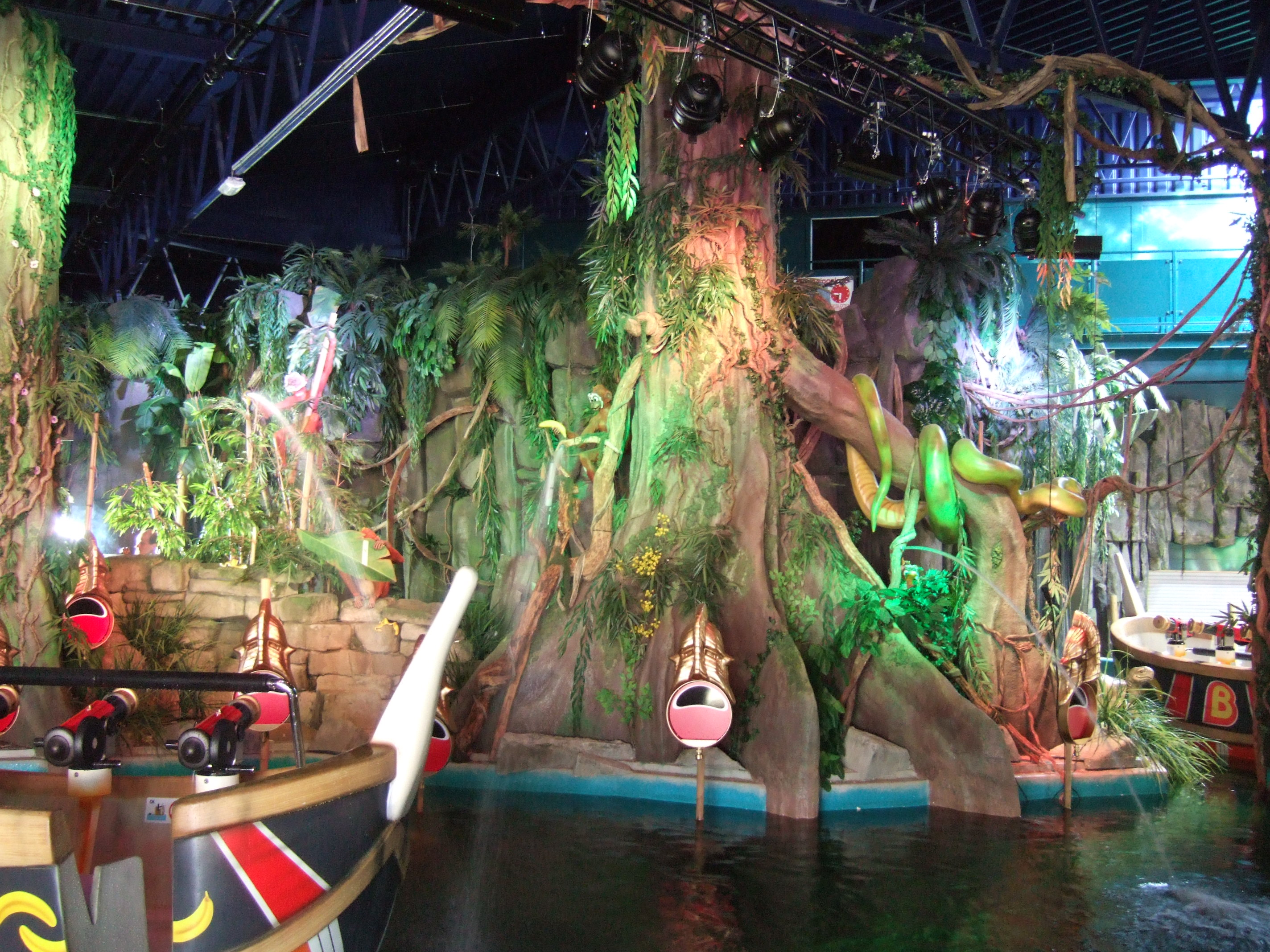
Banana Battle — Bobbejaanland. Splash battle met technologie van tow boat ride.
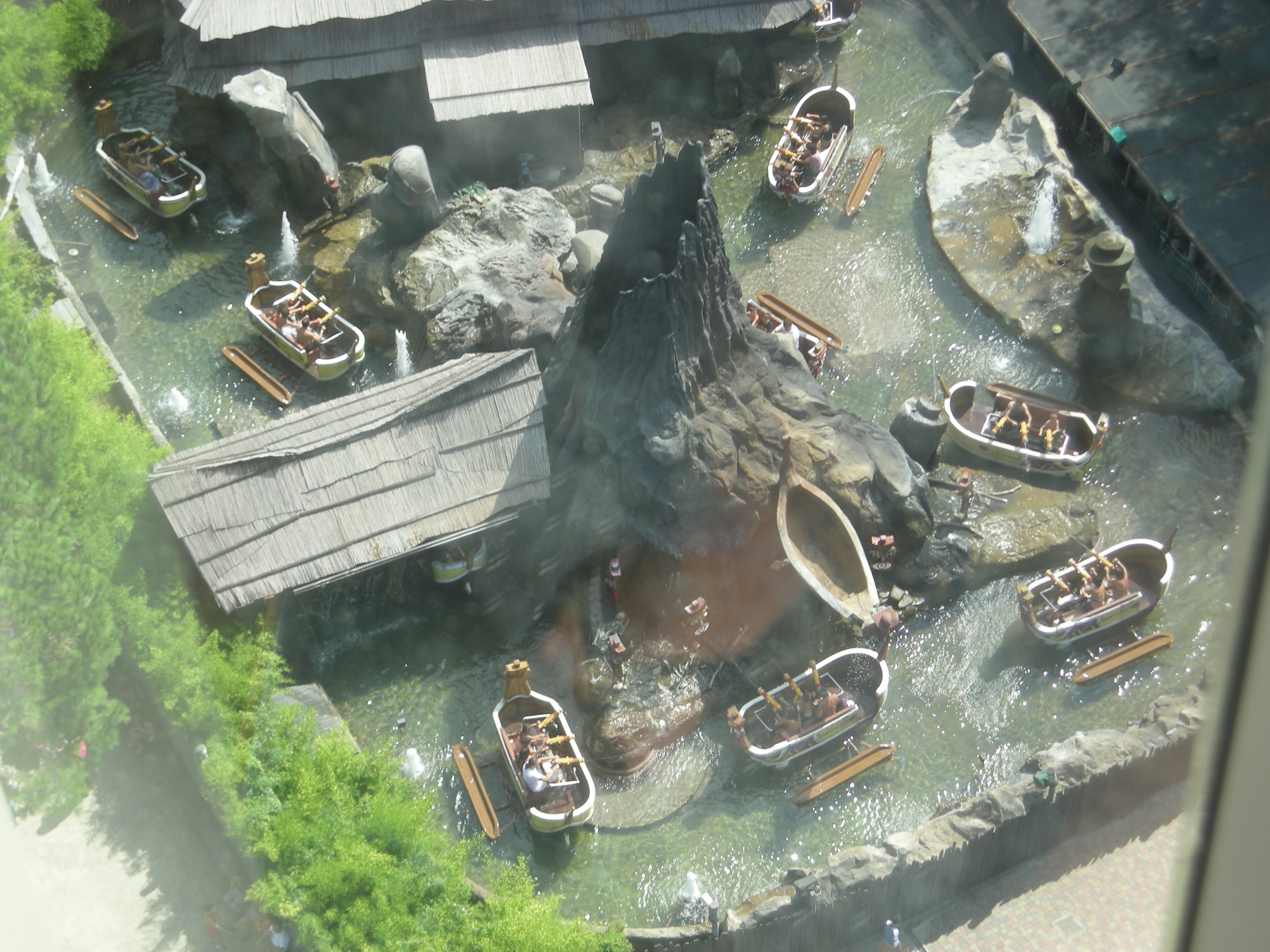
Raratonga — Mirabilandia. Splash battle met technologie van tow boat ride.